# Empidideicus socotrae
Empidideicus socotrae är en tvåvingeart som beskrevs av Greathead och Neal L. Evenhuis 2001. Empidideicus socotrae ingår i släktet Empidideicus och familjen svävflugor. Inga underarter finns listade i Catalogue of Life.